# Empresas listadas na Bolsa de Valores de Nairóbi
Empresas listadas na Bolsa de Valores de Nairóbi (NSE) em março de 2020, na data a NSE contava com 57 ações negociadas em sua lista. A relação apresenta as empresas por tipo de negócio.
A NSE criada em 1954 como Nairobi Stock Exchange, é a principal bolsa de valores da África Oriental. com sede em Nairobi, capital do Quênia. A NSE, passou a ser listada em 2014, opera sob a jurisdição da Autoridade de Mercados de Capitais do Quênia e é governada por um conselho de administração de 11 membros.  Em 2008 a NSE criou o NSE All Share Index (NASI) como um índice ponderado de capitalização de mercado, com um valor base de 100, tornando efetivamente o índice de referência para o mercado de ações do Quênia. O NSE 25 Share Index mede o desempenho das 25 principais empresas.
| Empresa/Tipo de ação   | Código | Número de ações emitidas |
| ---------------------- | ------ | ------------------------ |
| Safaricom Plc Ord 0.05 | SCOM   | 40.065.428.000           |

| Empresa/Tipo de ação  | Código | Número de ações emitidas |
| --------------------- | ------ | ------------------------ |
| Stanlib Fahari I-REIT | FAHR   | 180.972.300              |

| Empresa/Tipo de ação | Código | Número de ações emitidas |
| -------------------- | ------ | ------------------------ |
| New Gold ETF         | GLD    | 150.000                  |

| Empresa/Tipo de ação          | Código | Número de ações emitidas |
| ----------------------------- | ------ | ------------------------ |
| Car & General (K) LtdOrd 5.00 | CGEN   | 40.103.308               |

| Empresa/Tipo de ação                 | Código | Número de ações emitidas |
| ------------------------------------ | ------ | ------------------------ |
| Eaagads Ltd Ord 1.25                 | EGAD   | 32.157.000               |
| Kakuzi Plc Ord.5.00                  | KUKZ   | 19.599.999               |
| Kapchorua Tea Co. Ltd Ord Ord 5.00   | KAPC   | 7.824.000                |
| The Limuru Tea Co. Plc Ord 20.00AIMS | LIMT   | 2.400.000                |
| Sasini Plc Ord 1.00                  | SASN   | 228.055.500              |
| Williamson Tea Kenya Ltd Ord 5.00    | WTK    | 17.512.640               |

| Empresa/Tipo de ação                        | Código | Número de ações emitidas |
| ------------------------------------------- | ------ | ------------------------ |
| ABSA Bank Kenya Plc Ord 0.50                | ABSA   | 5.431.536.000            |
| BK Group Plc Ord 0.80                       | BKG    | 896.759.222              |
| Diamond Trust Bank Kenya Ltd Ord 4.00       | DTK    | 279.602.220              |
| Equity Group Holdings Plc Ord 0.50          | EQTY   | 3.773.674.802            |
| HF Group Plc Ord 5.00                       | HFCK   | 384.614.168              |
| I&M Holdings Plc Ord 1.00                   | IMH    | 826.810.738              |
| KCB Group Plc Ord 1.00                      | KCB    | 3.209.043.204            |
| National Bank of Kenya Ltd Ord 5.00         | NBK    | 41.669.967               |
| NIC Group Plc Ord 5.00                      | NCBA   | 1.497.745.028            |
| Stanbic Holdings Plc ord.5.00               | SBIC   | 395.321.638              |
| Standard Chartered Bank Kenya Ltd Ord 5.00  | SCBK   | 343.510.572              |
| The Co-operative Bank of Kenya Ltd Ord 1.00 | COOP   | 5.867.175.695            |

| Empresa/Tipo de ação                         | Código | Número de ações emitidas |
| -------------------------------------------- | ------ | ------------------------ |
| Deacons (East Africa) Plc Ord 2.50AIMS       | DCON   | 123.558.228              |
| Eveready East Africa Ltd Ord.1.00            | EVRD   | 210.000.000              |
| Express Kenya Ltd Ord 5.00 AIMS              | XPRS   | 47.711.481               |
| Kenya Airways Ltd Ord 5.00                   | KQ     | 5.681.693.215            |
| Longhorn Publishers Plc Ord 1.00AIMS         | LKL    | 272.440.473              |
| Nairobi Business Ventures Ltd Ord. 1.00 GEMS | NBV    | 38.600.000               |
| Nation Media Group Ltd Ord. 2.50             | NMG    | 188.542.286              |
| Sameer Africa Plc Ord 5.00                   | SMER   | 278.342.393              |
| Standard Group Plc Ord 5.00                  | SGL    | 81.731.808               |
| TPS Eastern Africa Ltd Ord 1.00              | TPSE   | 182.174.108              |
| Uchumi Supermarket Plc Ord 5.00              | UCHM   | 364.959.616              |
| WPP Scangroup Plc Ord 1.00                   | CAN    | 432.155.985              |

| Empresa/Tipo de ação                 | Código | Número de ações emitidas |
| ------------------------------------ | ------ | ------------------------ |
| ARM Cement Plc Ord 1.00              | ARM    | 959.940.200              |
| Bamburi Cement Ltd Ord 5.00          | BAMB   | 362.959.275              |
| Crown Paints Kenya Plc Ord 5.00      | CRWN   | 71.181.000               |
| E.A.Cables Ltd Ord 0.50              | CABL   | 253.125.000              |
| E.A.Portland Cement Co. Ltd Ord 5.00 | PORT   | 90.000.000               |

| Empresa/Tipo de ação                   | Código     | Número de ações emitidas |
| -------------------------------------- | ---------- | ------------------------ |
| KenGen Co. Plc Ord. 2.50               | KEGN       | 6.594.522.339            |
| Kenya Power & Lighting Co Ltd Ord 2.50 | KPLC       | 1.951.467.045            |
| Kenya Power & Lighting Co Ltd 4%       | KPLC.P0004 |                          |
| Kenya Power & Lighting Co Ltd 7%       | KPLC.P0007 |                          |
| Total Kenya Ltd Ord 5.00               | TOTL       | 175.065.000              |
| Umeme Ltd Ord 0.50                     | UMME       | 1.623.878.005            |

| Empresa/Tipo de ação                        | Código | Número de ações emitidas |
| ------------------------------------------- | ------ | ------------------------ |
| Britam Holdings Plc Ord 0.10                | BRIT   | 2.523.486.816            |
| CIC Insurance Group Ltd ord.1.00            | CIC    | 2.615.538.528            |
| Jubilee Holdings Ltd Ord 5.00               | JUB    | 72.472.950               |
| Kenya Re Insurance Corporation Ltd Ord 2.50 | KNRE   | 2.799.796.272            |
| Liberty Kenya Holdings Ltd Ord.1.00         | LBTY   | 535.707.499              |
| Sanlam Kenya Plc Ord 5.00                   | SLAM   | 144.000.000              |

| Empresa/Tipo de ação                     | Código | Número de ações emitidas |
| ---------------------------------------- | ------ | ------------------------ |
| Centum Investment Co Plc Ord 0.50        | CTUM   | 665.441.714              |
| Home Afrika Ltd Ord 1.00                 | HAFR   | 405.255.320              |
| Kurwitu Ventures Ltd Ord 100.00          | KURV   | 102.272                  |
| Olympia Capital Holdings ltd Ord 5.00    | OCH    | 40.000.000               |
| Trans-Century Plc Ord 0.50AIMS           | TCL    | 375.202.766              |
| Nairobi Securities Exchange Plc Ord 4.00 | NSE    | 259.500.791              |

| Empresa/Tipo de ação                         | Código | Número de ações emitidas |
| -------------------------------------------- | ------ | ------------------------ |
| B.O.C Kenya Plc Ord 5.00                     | BOC    | 19.525.446               |
| British American Tobacco Kenya Plc Ord 10.00 | BAT    | 100.000.000              |
| Carbacid Investments Ltd Ord 1.00            | CARB   | 254.851.985              |
| East African Breweries Ltd Ord 2.00          | EABL   | 90.774.356               |
| Flame Tree Group Holdings Ltd Ord 0.825      | FTGH   | 178.053.486              |
| Kenya Orchards Ltd Ord 5.00 AIM              | ORCH   | 12.868.124               |
| Sugar Co. Ltd Ord 2.00                       | MSC    | 1.530.000.000            |
| Uganda Group Ltd Ord 5.00                    | UNGA   | 75.708.873               |